# Ordre des Prêcheurs
« Dominicain » redirige ici. Pour les autres significations, voir Dominicain (homonymie).
Dominicains

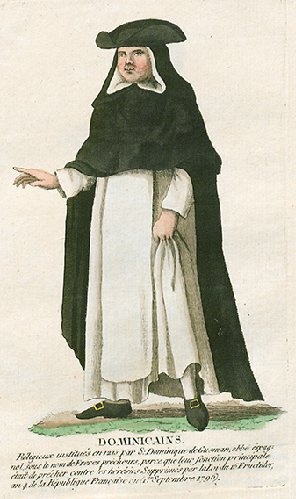
Un dominicain, illustration datée de 1811.

L’ordre des Prêcheurs ou des Frères prêcheurs (en abrégé « O.P. » ou « o.p. », en latin : Ordo Fratrum Prædicatorum), plus connu sous le nom de Dominicains, et historiquement connu également sous le nom de Jacobins, est un ordre religieux catholique né à Toulouse sous l’impulsion de Dominique de Guzmán en 1215. Il appartient, comme l'ordre des Frères mineurs (ou Franciscains), à la catégorie des ordres mendiants. Proche de la population, il se différencie d'autres ordres qui ont pour vœu de s'isoler, comme l'ordre cistercien.
Suivant la règle de saint Augustin, ainsi que ses propres Constitutions, en partie inspirées de celles des Prémontrés, il s’est donné pour mission l’apostolat et la contemplation. Le pape Jean-Paul II rappelait que, depuis son origine, l'une des missions principales confiées à l'ordre a été la proclamation de la vérité du Christ en réponse à l'hérésie.
Sa devise est Veritas (la vérité). D'autres devises lui ont été assignées, par exemple « annoncer ce que nous avons contemplé » (contemplata aliis tradere), reprise de Thomas d'Aquin, ou encore « louer, bénir, prêcher » qui est une formule liturgique.
Les Dominicains sont des religieux mais non pas des moines : ils ont la particularité de ne prononcer qu'un seul vœu, celui d'obéissance, dans les mains du maître de l'ordre (ou de son représentant), les vœux de pauvreté et de chasteté étant implicitement inclus. Ils ne font, en revanche, pas vœu de stabilité comme les moines. Ils vivent dans des couvents et non dans des monastères. Leur vocation étant de prêcher, leurs couvents sont souvent situés dans de grandes villes. En 2023, on dénombre 5 432 Dominicains dans le monde, dont 4 093 sont prêtres.

## Appellations
- Frères prêcheurs : les premières approbations pontificales de l'ordre fondé par saint Dominique parlent de l'ordre « des frères prêcheurs » (ordo fratrum prædicatorum).
- Dominicains : après la canonisation du fondateur, saint Dominique, en 1234, les frères furent parfois désignés du nom de « dominicains », appellation devenue courante après le XVIIIe siècle[5].
- Jacobins : nom donné à cause de l’implantation du couvent parisien fondé en 1217, sis à la rue Saint-Jacques, et placé sous le patronage de l’apôtre saint Jacques.

## Histoire de l'ordre

### Origines et développement

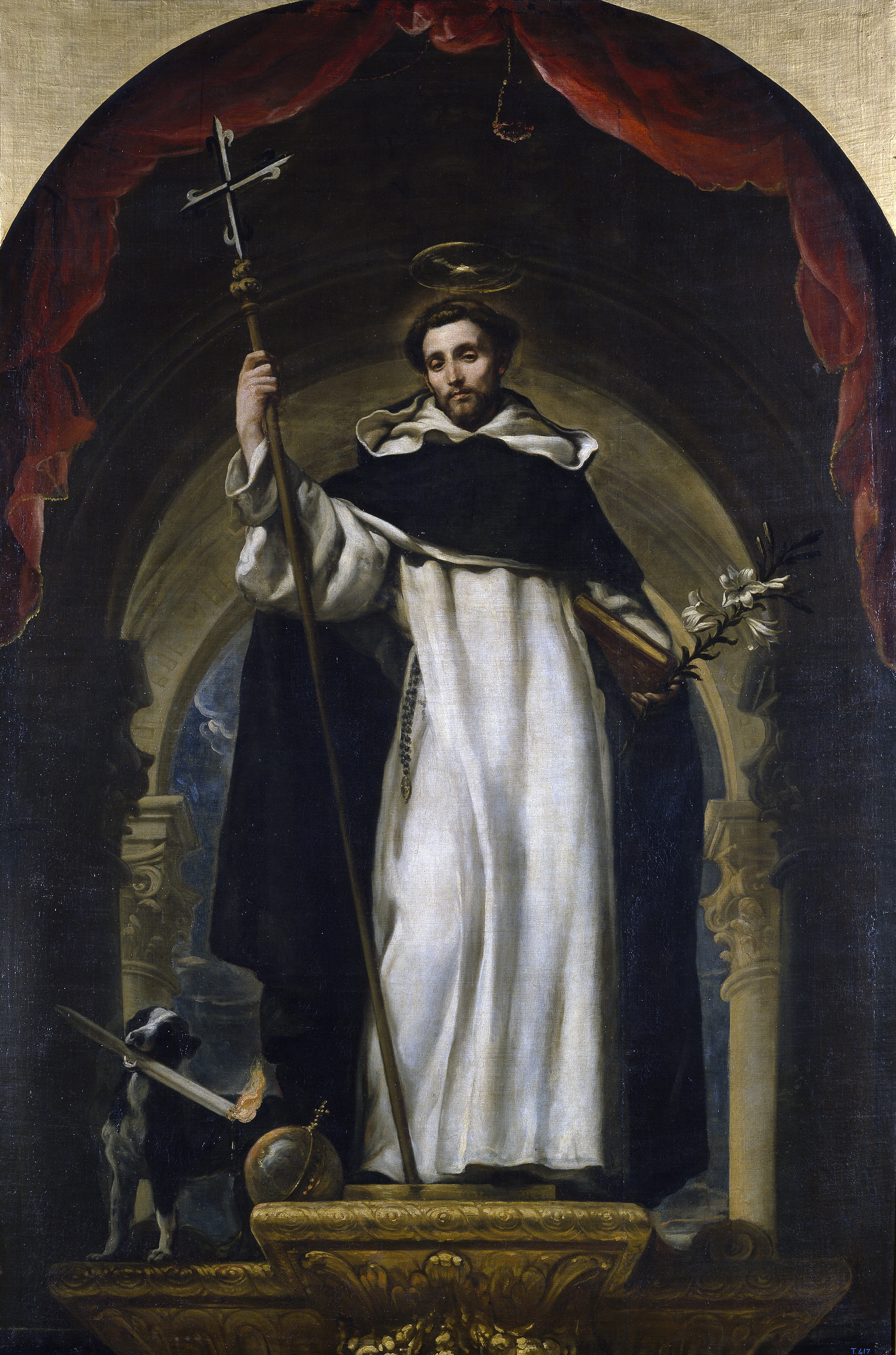
Dominique de Guzmán.

Vers 1200, la plupart des institutions monastiques paraissent se replier sur elles-mêmes. Un besoin de renouveau spirituel se ressent aussi bien au sein de l'Église que parmi les couches populaires de la société. C'est dans ce contexte qu'apparaît l'ordre dominicain qui se caractérise par une lutte sans relâche contre l'hérésie cathare ainsi que par un mode de vie apostolique.
Selon la légende, la mère de Dominique (Dominicus en latin, ce qui signifie celui qui appartient au Seigneur) aurait vu en songe, pendant sa grossesse, un chien tenant une torche allumée dans la gueule, pour éclairer le monde. Ce songe résume la vie du futur saint, avec un jeu de mots en latin sur les futurs dominicains, dominicanes (les chiens du Seigneur) qui ont pour vocation d'« aboyer contre les hérésies » et d'être les chiens du Seigneur surveillant le troupeau de brebis. C'est ainsi que l'iconographie les figure parfois, comme à la chapelle des Espagnols de la basilique Santa Maria Novella de Florence, où les chiens de berger protègent le troupeau du pape.
Dominique de Guzmán, plus connu aujourd'hui sous le nom de saint Dominique, est chanoine d'Osma en Espagne lorsque son évêque, Diègue d'Osma, lui demande de l'accompagner dans une mission diplomatique en Scandinavie. Durant leur chemin, Dominique rencontre un aubergiste albigeois dans le sud de la France et passe la nuit à essayer de le convertir. Au matin, l'aubergiste avait renoncé au catharisme pour le catholicisme.
En revenant de Scandinavie, l'évêque de Dominique passe par Rome et demande au pape de le relever de son ministère pour se consacrer à la prédication dans le sud de la France. Le pape refuse. Toutefois en revenant en Espagne, le petit groupe croise une mission composée de légats du pape ayant pour but de combattre les cathares. Cette mission pontificale rencontre un premier échec. Diègue d'Osma leur montre l'exemple en abandonnant toutes ses affaires pour essayer de convertir les cathares avec pour seule arme l'Évangile. Son modèle est la prédication itinérante de Jésus. Alors que Diègue d'Osma retourne par la suite dans son diocèse à Osma, il laisse à Dominique la charge de continuer la prédication itinérante que lui-même avait initiée.

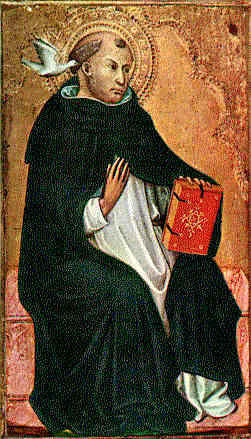
Saint Thomas d'Aquin, docteur de l'église catholique (1225-1274).

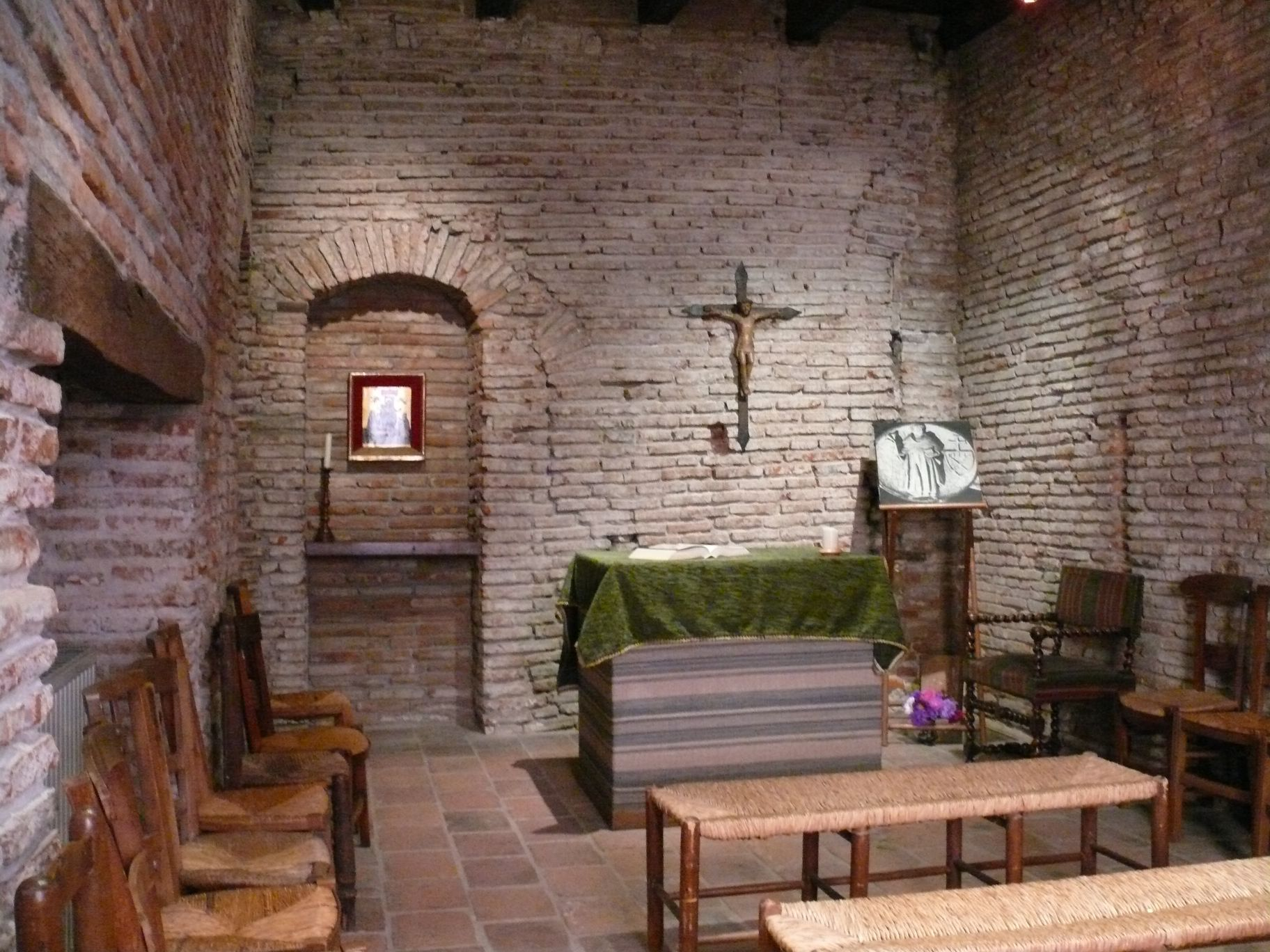
La chambre de saint Dominique à la Maison Seilhan, à Toulouse, considérée comme l'endroit où l'Ordre est né.

Saint Dominique continue sans relâche cette œuvre. Il se fait des disciples. Il s'établit avec eux le 25 avril 1215 (date de la charte attribuant à la communauté la maison, sa vaisselle et son linge) dans la maison Seilhan à Toulouse, où il fonde l'ordre des Frères prêcheurs. Par la bulle Religiosam vitam de 1216, l'Ordre reçoit de Honorius III, son approbation ecclésiale définitive.
En quelques décennies, plusieurs centaines d'établissements nouveaux fleurissent à travers l'Europe.
Le pape Grégoire IX, se méfiant du manque d'efficacité pastorale des évêques, confie l'Inquisition dès sa création par la bulle Excommunicamus (1223) aux dominicains, deux ans après la mort du fondateur de l'Ordre. Cependant, Dominique n'avait pas participé lui-même à la croisade contre les albigeois, préférant lutter par les moyens du verbe. Compte tenu de leur compétence théologique, de leur vocation à être près du peuple, et de leur bonne image dans la société médiévale, le pape choisit de préférence dans les rangs des dominicains ses représentants pour en faire des juges de l'Inquisition. Pour pouvoir se consacrer pleinement à leur tâche, ils sont fréquemment relevés de certaines des obligations que leur règle leur impose, comme celle de leur vie conventuelle et apostolique. On a donc aussi un certain relâchement dans le strict respect de la règle de saint Augustin que les dominicains s'appliquaient à suivre. Par ailleurs, la pratique de la torture par l'Inquisition commence en 1252, sous la caution du pape Innocent IV.
Maître Eckhart fut, semble-t-il, le premier maître en théologie de l'Ordre à être condamné officiellement (1329). Deux autres dominicains célèbres n'auront pas comme Eckhart la chance de mourir de vieillesse durant leur procès : Jérôme Savonarole et Giordano Bruno, qui mourront tous deux sur le bûcher, respectivement en 1498 et 1600, toutefois après avoir l'un et l'autre rompu avec l'ordre dominicain.
L'Ordre dominicain se répand rapidement[évasif] dans toute la chrétienté et forme un grand nombre de maisons[évasif] distribuées en huit provinces : Espagne, Toulouse, France, Provence, Lombardie, Rome, Allemagne, Angleterre[réf. nécessaire].
À partir de la fin du XIIIe siècle, dans le contexte de querelles théologiques et des discussions sur la pauvreté mendiante, naîtra une longue rivalité avec l'ordre franciscain.
À Rome, l'ordre possède plusieurs couvents célèbres : Santa Maria sopra Minerva et Sainte-Sabine, qui est devenue sa maison généralice et est depuis l'an 1273 la résidence du maître de l'Ordre dominicain, le successeur de Dominique.

### En France

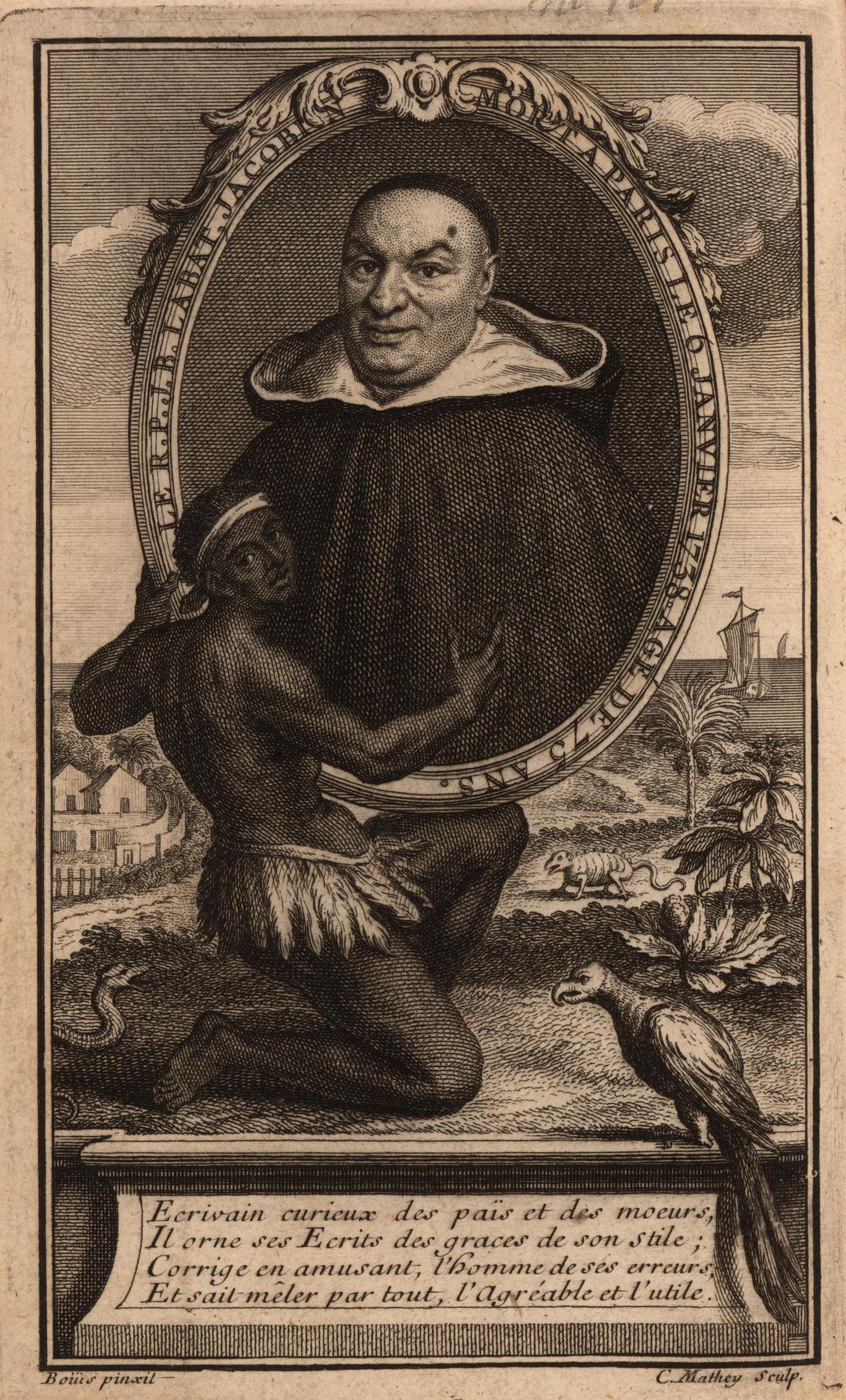
Portrait du père Labat.

Saint Dominique fonda la première maison de l'ordre à Toulouse. En 1217, il envoie des frères à Paris pour se former à l'université ; la maison acquise près de la Sorbonne (près de l'actuelle rue Saint-Jacques) fut dédiée à saint Jacques. Au XVIIe siècle, un second couvent, qui accueillait le noviciat de la province réformée d'Occitanie, fut fondé rue Saint-Honoré.
Lors de la conquête coloniale de la Martinique au XVIIe siècle, les dominicains participent à la guerre contre les Indiens Caraïbes. En remerciement, ils se voient attribuer par la veuve du gouverneur en 1659, une parcelle sur laquelle ils fondent une plantation monastique : l'habitation Fonds Saint-Jacques. Avec sa modernisation par le père Labat entre 1694 et 1705, celle-ci deviendra l'une des plus prospères de la colonie au XVIIIe siècle, et comptera plusieurs centaines d'esclaves.
À la Révolution française, les dominicains connaissent des besoins financiers. Ils doivent louer leurs couvents. Le club des amis de la Constitution loue leur établissement de la rue du Faubourg Saint-Honoré. On a alors coutume d'appeler ce club, le club des Jacobins, le lieu des réunions ayant été donné au club. Le club des Jacobins s'installe aussi à l'église Saint-Thomas d'Aquin.

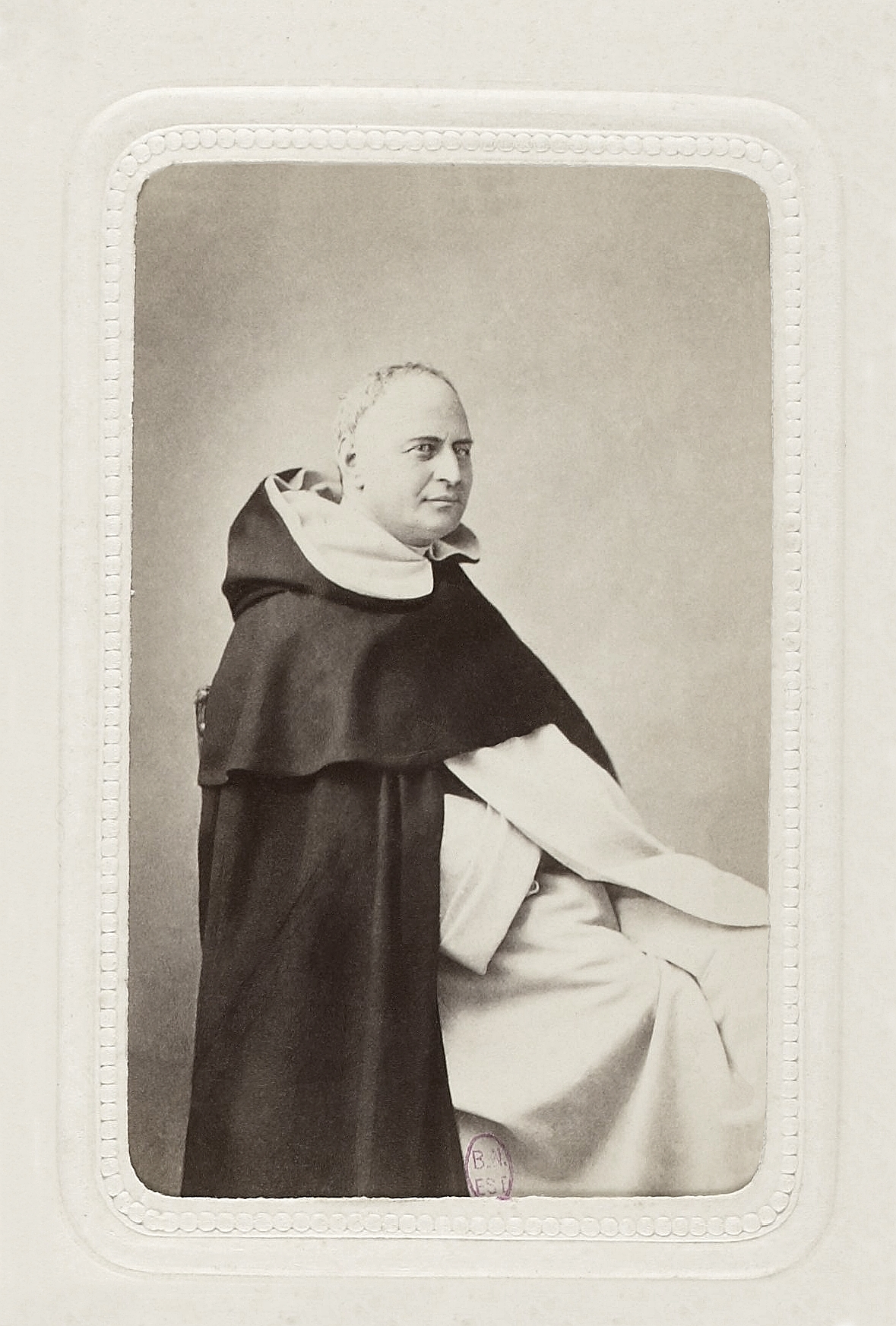
Le père Lacordaire, vers 1855.

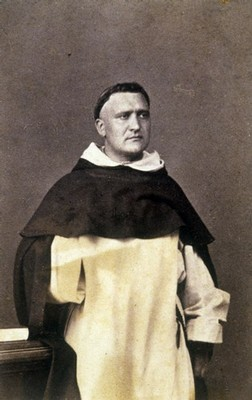
Le père Lataste (1832-1869), aumônier des prisons

Supprimés en France en 1790, par le décret du 13 février qui interdit les vœux monastiques et supprime les ordres religieux réguliers, les dominicains y sont restaurés en 1850 (date du rétablissement officiel de la province de France) à la suite de l'action du père Henri Lacordaire. Certains couvents durent fermer après le décret du 29 mars 1880. Les dominicains furent expulsés en 1903 et leurs biens confisqués dans le cadre des dispositions d'exceptions prévues contre les congrégations dans la loi de 1901 sur les associations. Leur école de théologie et sa bibliothèque sont alors transférés en Belgique. Les dominicains revinrent en France dans les années 1920, à l'instar de nombreuses congrégations religieuses chassées au début du siècle.
En 1939, les Dominicains ramènent en France leur école de théologie et s'implantent au domaine des Hauldres, à Étiolles, près d'Évry, tout en conservant le nom de « Saulchoir », qui était celui de leur établissement en Belgique. Ils y demeurent jusqu'en 1971, date à laquelle ils s'installent dans le XIIIe arrondissement de Paris, au couvent Saint-Jacques.
Au XXe siècle, la province dominicaine de France fait preuve d'un grand dynamisme missionnaire dont les figures de proue sont les théologiens Yves Congar et Marie-Dominique Chenu : fondation des éditions du Cerf (1929), fondation de la revue L’Art sacré (1935), participation au mouvement des prêtres-ouvriers (à partir de 1942), etc. Leur enthousiasme reçoit un coup d’arrêt en 1954 avec la fin de l’expérience des prêtres-ouvriers et la politique de retour aux pratiques conventuelles et contemplatives traditionnelles imposée par le provincial Vincent Ducatillon. Les formateurs considérés comme trop réformistes sont écartés en 1955. Il leur est en particulier reproché d’orienter les jeunes dominicains vers une vie trop exclusivement axée sur la mise en pratique des évangiles au lieu de les inscrire dans la tradition ascétique et monastique de l’ordre. Ce qui faisait l’attrait d’une carrière au sein de l’ordre est donc remis en cause et l’engagement dans l’Action catholique permet alors à la plupart de ces jeunes dominicains d’échapper à la vie réglée des couvents. La vague de contestation des traditions de l'Ordre se poursuit cependant parmi les novices et le jeune père Albert-Marie Besnard est appelé à reprendre en main le Couvent d'étude du Saulchoir à Étiolles (Essonne), ce qu'il fait non sans concession aux idées nouvelles.

### Au Canada
C'est à la suite de plusieurs années de démarches acharnées de Joseph-Sabin Raymond (br), abbé puis grand-vicaire de Saint-Hyacinthe et grand admirateur de Lacordaire (appuyé par Jean-Charles Prince, évêque de Saint-Hyacinthe), que les dominicains français envoient leur premier contingent (trois frères) dans cette petite ville du Québec en 1873. Les dominicains, associés au libéralisme, sont vus avec suspicion par la majeure partie de l'Église catholique québécoise de l'époque, résolument ultramontaine. L'évêché de Québec montre cependant plus d'ouverture que celui de Montréal, farouchement réfractaire aux « fils de Lacordaire ».
Peu à peu, les dominicains ouvriront des antennes d'une part dans deux communautés canadiennes françaises ouvrières de la Nouvelle-Angleterre, soit Lewiston dans le Maine (1881) et Fall River au Massachusetts (1888), et d'autre part à Ottawa (1884), Montréal (1901) et Québec (1906), voulant dans ces trois derniers cas se rapprocher des pôles politiques, économiques et intellectuels du Canada français.
On compte au Québec onze pères dominicains en 1901, et quarante-sept en 1931. Les Dominicains n'ont jamais représenté un poids important en nombre au Québec (encore en 1961, ils ne représentaient que 7 % des prêtres réguliers, soit 170 personnes), mais ils ont eu une grande influence intellectuelle. Dès les années 1930 et 1940, c'est principalement par leur action que sont jetées les premières semences de la décléricalisation du Québec. Les dominicains ont ainsi régulièrement maille à partir avec l'épiscopat, ainsi qu'avec les jésuites qui cherchent à garder la mainmise sur l'enseignement. Ils sont considérés par leurs adversaires comme des « catholiques de gauche », et la mouvance unioniste (notamment sous la plume de Robert Rumilly) n'hésite pas à leur prêter des tendances communistes. De ce point de vue, la Faculté des sciences sociales de l'Université Laval, fondée par le dominicain Georges-Henri Lévesque en 1938 et dirigée par lui jusqu'en 1955, est souvent considérée comme le fer de lance des orientations dominicaines.
Les Dominicains ont investi le champ universitaire à partir des années 1920. À ce titre, on peut nommer parmi leurs représentants les plus éminents :
- Marcolin-Antonio Lamarche, fondateur (1915) et directeur (1915-1940) de la Revue dominicaine et professeur de philosophie à l'Université de Montréal ;
- Georges-Henri Lévesque, fondateur de la Faculté des sciences sociales de l'Université Laval (1938) ;
- Noël Mailloux, fondateur de l'Institut de psychologie de l'Université de Montréal (1942) ;
- Louis Lachance (1899-1963), historien, auteur et doyen de la Faculté de philosophie de l'Université de Montréal.

Les dominicains se démarquent aussi par un usage actif des moyens de communication modernes et traditionnels dans leur œuvre de prédication. On peut citer à ce titre :
- Marcel-Marie Desmarais, auteur et chroniqueur radiophonique (CKAC à Montréal, CKAH à Hull, Radio-Canada) dans les années 1940 et 1950 ;
- Louis-Marie Régis, animateur à la télévision (1958-1964) ;
- Henri-Marie Bradet, fondateur de la revue Maintenant, qui prend la relève de la Revue dominicaine en 1962 ;
- Benoît Lacroix (1915-2016), auteur de nombreux ouvrages d'histoire, de philosophie et de théologie et membre de la Société royale du Canada (1971).

Les Dominicains du Canada comptent aussi dans leurs rangs le cardinal Raymond-Marie Rouleau, archevêque de Québec de 1927 à 1931.

### En Orient auXIIIesiècle
Des dominicains ont joué un rôle important en Orient au XIIIe siècle et ont conseillé la papauté et des États pour leurs relations avec les puissances d'Orient. De nombreuses missions leur ont été confiées : 
- auprès des Mongols, en particulier : André de Longjumeau en 1241 auprès du Grand Khan ; Ascelin de Lombardie la même année auprès de la Horde d'Or ; Bartolomeo da Cremona accompagnateur de Guillaume de Rubrouck en 1253 auprès du Grand Khan Möngke ;  Ricoldo da Monte Croce dans l'ilkhanat en Iran ; Jourdain de Séverac à Tabriz, puis à partir de 1320 en Inde ;
- appui aux croisades : de nombreux dominicains ont fourni un encadrement confessionnel aux croisés dans les États latins d’Orient ; ont prêché en faveur des nouvelles croisades, notamment après la chute de Jérusalem en 1244 et la chute d’Acre en 1291 ; ou furent envoyés en Europe pour mobiliser des troupes et collecter des fonds pour les expéditions militaires.

## La prédication dominicaine
Durant la période médiévale, la prédication constitue une activité centrale de la vie des Dominicains. C'est le principal moyen qu'ils ont adopté pour lutter contre le catharisme, afin d'assurer par la parole le salut de chaque chrétien. Prêcher revient à définir la vraie religion, à savoir le christianisme face à des déviances telles comme les hérésies et les superstitions inconcevables pour l’Église. 
Le pape Innocent III est lui-même un ardent défenseur de la prédication et auteur de nombreux sermons. Un des points majeurs de son programme est la lutte contre l'hérésie cathare. Il la résume ainsi : « Attaquer les déviations hérétiques, confirmer la foi catholique, extirper les vices et semer les vertus. » Le IVe concile de Latran qui se déroula en 1215 instaura son dixième canon (règle concernant la foi et la discipline édictée par l'autorité ecclésiastique) à l'organisation de la prédication afin d'accroître son efficacité. C'est dans ce cadre qu'est réellement fondé l'ordre dominicain.  
La prédication constitue donc pour Dominique et ses frères une présentation orale des données de la foi et de la spiritualité chrétiennes. Son but est de nourrir et de stimuler la foi des fidèles en tenant compte de leurs attentes spirituelles. 
La prédication de Dominique est nouvelle dans le sens où elle se fonde sur trois points fondamentaux : premièrement, elle s'inscrit dans un cadre hiérarchique dirigé par la plus haute autorité : le pape. Deuxièmement, Dominique a constitué autour de cette action un ordre religieux : l'ordre mendiant des frères dominicains, ordre approuvé par l'évêque de Toulouse Foulque et par le pape. Enfin, la prédication des frères prêcheurs ne se limite pas à réfuter l'hérésie et à défendre l'orthodoxie mais impose la religion catholique et son dogme comme seule religion qui ne peut être contestée.
En outre, la prédication dominicaine se caractérise par le dialogue, la discussion avec les cathares réticents. Dominique n'use pas de la force mais utilise la persuasion, la conviction : le dogme chrétien doit être le seul à faire autorité.
Les Dominicains prêchent ce qu'ils enseignent et ce qu'ils apprennent en imitant le modèle des apôtres bibliques : ils se déplacent dans l'humilité et dans l'austérité, sans argent, à pied. 
La prédication dominicaine s'adresse directement au fidèle. Elle s'efforce de lui parler de ses problèmes spécifiques et distingue des auditoires selon leurs activités socio-professionnelles. Elle a recours à des paraboles qui divertissent en faisant appel à la fable ou à la vie quotidienne afin de mieux retenir l'attention. C'est ce qu'on appelle les exempla qui étaient de courts récits porteurs d'une leçon morale, illustrant un sermon et destinés à diffuser et à communiquer en territoire cathare le message de l’Église chrétienne.
La prédication mendiante se développe beaucoup dans les grandes villes et s'exerce particulièrement dans les lieux publics.
Ainsi, le futur saint Dominique prêchait à la tête d'un mouvement nommé Sainte Prédication ou aussi appelé Prédication de Jésus-Christ. Selon l'abbé bénédictin Guillaume Peyrac, « Saint Dominique se donnait avec tant de ferveur à la prédication qu'il exhortait et obligeait tous ses frères à annoncer la parole de Dieu de jour et de nuit, dans les Églises et dans les maisons, par les champs et les chemins, en un mot partout et à ne parler jamais que de Dieu ».
La prédication dominicaine se faisait deux par deux : Dominique était accompagné jusqu'en 1207 par son évêque, Diègue d'Osma. Quand ce dernier mourut, Dominique s'associa avec ce qu'on appelle un socius, c'est-à-dire un frère dominicain ou souvent un convers cistercien.
La prédication des Dominicains, allant de village en village et de ville en ville dans l'humilité et la pauvreté, s'oppose à la prédication des prélats, c'est-à-dire celle des dignitaires ecclésiastiques qui déclarent la vérité catholique à laquelle doivent adhérer tous les baptisés, sous peine de sanctions spirituelles voire temporelles.
Dominique n'utilise d'autre moyen que la parole, les prédications, les controverses, les exhortations, l'exemple de sa vie. Grâce à cela, il réussit à ramener à la foi nombre d'hérétiques. Le monastère de Prouille a constitué pour lui pendant plusieurs années un point d'appui, de lieu de recueillement et d'études indispensable pour mener à bien sa mission. En 1215, Dominique fera confirmer les biens du monastère par le pape mais n'en sera pas propriétaire, afin de rester en accord avec sa vocation de pauvreté.

## Le rôle central de l'éducation et de l'enseignement
L'enseignement constitue une caractéristique essentielle de l'Ordre dominicain. En effet, Dominique est particulièrement attaché à l'éducation et à la formation de ses compagnons. Il recherche à obtenir des frères compétents. Les Dominicains bénéficient ainsi d'une solide formation intellectuelle ; ce sont des théologiens. Saint Dominique a très vite compris l'importance de la formation théologique pour la prédication et l'instruction des hérétiques.
S'ils veulent se montrer convaincants et perspicaces face aux cathares réticents, les Dominicains doivent bénéficier d'un enseignement théologique approfondi. Dominique sait que ses frères doivent connaître les textes bibliques mais également savoir lire et écrire le latin. En ayant une solide culture théologique, les dominicains seront plus efficaces dans leurs prédications et arriveront à convaincre par la simple parole les hérétiques. Ainsi, sous son impulsion, les Frères prêcheurs suivent divers enseignements pour les former à maîtriser les connaissances des textes sacrés.
L'ordre mendiant se caractérise donc par un enseignement plus poussé ; Dominique insiste pour que les Dominicains aient une meilleure connaissance du dogme et de ce fait, il est nécessaire qu'ils découvrent les réelles exigences de la morale catholique. L'étude qui prépare à la prédication est avant tout biblique et théologique, à savoir l'étude des textes sacrés.
Les principaux centres d'études aujourd'hui sont :
- l'université pontificale Saint-Thomas-d'Aquin érigée à Rome en 1580 et transformée en Athénée Angelicum en 1909, devenue université pontificale en 1963 sous le pontificat de Jean XXIII ;
- l'université Saint-Thomas érigée à Manille en 1611 ;
- l'École biblique de Jérusalem fondée en 1890 par le P. Lagrange.

## Habit

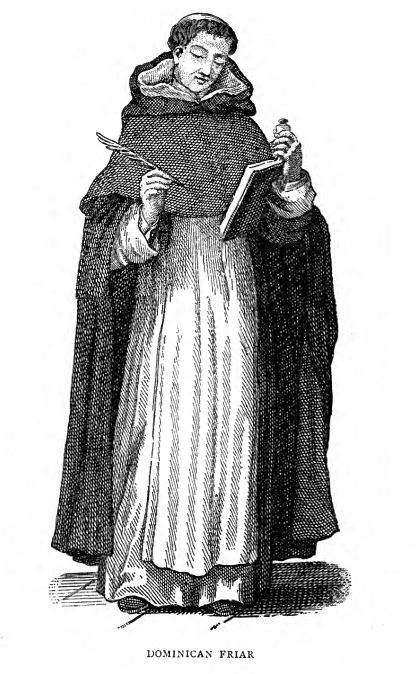
Un dominicain au XIXe siècle.

Les dominicains portent un habit de couleur blanche, composé de trois pièces :
- une tunique (robe) serrée par une ceinture de cuir ;
- un scapulaire (pièce de tissu sans manches, reposant sur les épaules) ;
- un capuce (pièce de tissu reposant sur les épaules : il couvre le thorax jusqu'au sternum et les bras jusqu'aux coudes, et se termine en pointe dans le dos. Il comprend en outre une capuche).

En certaines circonstances particulières, ainsi que lorsqu'ils sortent de leur couvent, ils portent sur l'habit un manteau noir, composé d'une chape et d'un capuce de même forme que celui de l'habit. Ce manteau était d'une seule pièce jusqu'au début du XIVe siècle environ.
Depuis le XVe siècle, ils ont ajouté à leur habit un rosaire de quinze dizaines porté à la ceinture.
La soutane blanche du pape est inspirée de l'habit dominicain depuis saint Pie V qui, par humilité, avait conservé ses vêtements dominicains.

## Armoiries

Armoiries du pape dominicain Benoît XI qui furent adoptées comme l'un des blasons de l'ordre.

Les armoiries de l'ordre ont évolué tardivement, mais elles ne furent adoptées que tardivement.
Contrairement à une erreur largement répandue, l'Ordre n'a pas attendu le début du XVe siècle pour avoir un blason.
Il ne faut cependant pas confondre les armoiries de prélats, issus de l'ordre dominicains, et celles de l'ordre lui-même. En effet, au XIIIe siècle, un blason inspiré de l'habit dominicain, « d'argent chapé de sable », est adopté par le pape dominicain français Innocent V. De même, en 1303-1304, le pape dominicain italien Benoît XI porte un écu simplement coupé des deux couleurs de l'Ordre : le blanc et le noir : en héraldique, « parti d'argent et de sable ».
Au XVIe siècle, le blason d'origine d'argent chapé de sable est parfois surchargé « d'un chien de sable, tenant dans la gueule une torche enflammée » puis de divers meubles : globe, livre, palme, lys, couronne d'or et étoile.

Armoiries du pape dominicain Innocent V qui porte aussi un des blasons anciens de l'Ordre.

On trouve ainsi, en 1890, dans l'Annuaire du Conseil Héraldique de France par Barbier de Montault la description suivante des armes de l'ordre : « D'argent, à la chape de sable, l'argent chargé d'un chien de même, tenant dans la gueule une torche enflammée, la patte senestre sur un globe d'azur et couché sur un livre de gueules, accompagné d'une palme de sinople et d'un lys au naturel passés en sautoir dans une couronne d'or, et une étoile d'or en chef. »
Les armes à la croix florencée (croix figurant dans le blason actuel) se forment au XVe siècle en Espagne.

## L'ordre dominicain de nos jours
De nos jours, l'Ordre compte :
- près de 6 000 frères ;
- plus de 3 000 moniales, en 247 monastères ;
- 40 000 dominicaines apostoliques dans 119 congrégations ;
- une centaine de milliers de personnes appartenant aux fraternités de laïcs (ou tiers-ordre dominicain).

Le maître actuel, le frère Gerard Timoner, de nationalité philippine, a été élu le 13 juillet 2019 à la tête de l'ordre, succédant au frère Bruno Cadoré de nationalité française.

### Au Canada
Au Canada, l'on compte une seule province, la province du Canada, composée de près de 150 frères, et qui compte deux vicariats, un au Japon et l'autre au Rwanda-Burundi. Les dominicains du Canada possèdent deux campus universitaires : le premier, le Collège universitaire dominicain d'Ottawa, est spécialisé en études philosophiques et en études théologiques ; le deuxième est le Collège universitaire dominicain de Montréal, voué aux études pastorales.

### En France
En France, on compte deux provinces :
- la province de Toulouse avec des couvents à Bordeaux, Marseille, Montpellier, Nice, La Sainte-Baume, Toulouse; ainsi qu'à La Réunion et à Haïti ; depuis 2024 deux expérimentations sont en cours à Madagascar et à Monaco en vue de fondations.
- la province de France avec neufs couvents en France métropolitaine (Clermont-Ferrand, Eveux, Lille, Lyon, Nancy, Paris - deux couvents -, Rennes, Strasbourg), en Suisse (Fribourg - deux couvents -, Zurich, Genève), dans le monde arabe (Erbil, Le Caire, Bagdad, Mossoul), en Scandinavie (Oslo, Lund, Helsinki), dans les pays Baltes (Tallinn, Liepāja, Vilnius).

En France, on compte 2 800 sœurs de vingt-huit congrégations (sœurs dominicaines de la Présentation, sœurs dominicaines du Saint-Nom de Jésus, sœurs dominicaines du Saint-Esprit, etc.).
Parmi les activités des dominicains français, on peut citer :
- la Revue thomiste (Toulouse) ;
- l'Institut-Saint-Thomas-d'Aquin (Toulouse) ;
- la Revue des Sciences philosophiques et théologiques (Paris) ;
- les éditions du Cerf ;
- l'émission hebdomadaire sur France 2 Le Jour du Seigneur
- Retraite dans la Ville ;
- une université sur Internet (Domuni) ;
- la gestion de bibliothèques comme la Bibliothèque du Saulchoir ou la bibliothèque de l'Idéo ;
- l'Institut dominicain d'études orientales situé au Caire (Idéo) ;
- l'organisation du pèlerinage du Rosaire, tous les ans, à Lourdes (Hautes-Pyrénées).

En outre, il faut noter les institutions scientifiques suivantes, de statut international et relevant directement du maître de l'ordre :
- la Commission léonine pour l'édition critique des œuvres de saint Thomas d'Aquin ;
- l'École biblique et archéologique française de Jérusalem (EBAF).

Le 23 mars 2013, le père Michel Lachenaud a été élu prieur provincial de la province de France des dominicains. Il succède à Mgr Jean-Paul Vesco, nommé évêque d’Oran. Le frère Loïc-Marie Le Bot a été élu, en décembre 2014, prieur provincial de la province de Toulouse. Il succède au fr. Gilbert Narcisse ayant exercé deux mandats successifs.
En 2015 et 2016, à l'occasion des 800 ans de la création de l'Ordre, les dominicains organisent de très nombreuses initiatives au niveau international et notamment en France. À titre d'exemple, le 6 février 2016, une ostension des reliques de saint Thomas d'Aquin est proposée en la cathédrale Notre-Dame de Paris. À cette occasion, l'Ordre propose la toute première vénération de l'histoire en suggérant aux fidèles d'adresser leurs intentions de prières par les réseaux sociaux via un mot-dièse dédié, intentions qui seront ensuite déposées devant le reliquaire.
Depuis le 28 décembre 2018, frère Nicolas Tixier est prieur provincial de la province de France et frère Olivier de Saint-Martin prieur provincial de la province de Toulouse.

### En Allemagne et en Autriche
- La province de « Teutonie » a été érigée en 1221. Aujourd'hui, elle possède neuf maisons dont quatre couvents et une petite maison d'accueil en Allemagne : à Cologne (provincialat), à Worms (où se trouve le noviciat), à Mayence, à Berlin, au pèlerinage de Klausen près de Trèves, et six maisons en Bolivie.
- La province d'Autriche et d'Allemagne méridionale possède sept couvents : à Fribourg-en-Brisgau, à Munich (deux couvents : Sainte-Catherine et Saint-Gaëtan), à Augsbourg, et en Autriche trois couvents : à Vienne, à Graz et à Friesach.

### En Belgique
Les dominicains sont présents à Bruxelles, Louvain-la-Neuve et Liège. Le révérend père Georges Rutten fonde en 1925 un couvent à Knokke-le-Zoute.

### En Suisse
La province de Suisse est devenue un vicariat rattaché à la province de France depuis février 2024. 
Actuellement[Quand ?], autour de 80 dominicains vivent, étudient et travaillent en Suisse, dont une trentaine sont membres du vicariat de suisse. Ils sont rattachés à sept communautés, dont la plus grande est à Fribourg. Couvent de formation, Fribourg reçoit de nombreux frères d'autres provinces, ce qui lui confère un caractère international. Les frères du vicariat de Suisse sont présents à Fribourg, Genève et Zurich. 
L'inquisiteur Ulric de Torrenté († 1445), un des principaux instigateurs de la chasse aux sorcières appartenait à cet ordre.

### En Russie
Les Dominicains servent à l'église Sainte-Catherine de Saint-Pétersbourg. Il existe également une communauté de tertiaires dominicains à Saint-Pétersbourg.

### En Ukraine
L'ancien couvent dominicain de Starokostiantyniv, l'ancien monastère dominicain de Bogoradtchani, le monastère du bois de la Croix de Pidkamine, le couvent dominicain de Lvov, le monastère dominicain de Jovkva (uk), le monastère dominicain de Ternopil.

## Statistiques
| année | provinces | couvents | membres |
| ----- | --------- | -------- | ------- |
| 1876  | 39        |          | 3 341   |
| 1910  | 28        |          | 4 472   |
| 1921  | 30        | 352      | 4 724   |
| 1931  | 29        | 424      | 6 137   |
| 1949  | 33        | 506      | 7 661   |
| 1966  | 39        | 697      | 9 998   |
| 2009  |           | 602      | 5 923   |
| 2015  |           | 552      | 5 769   |
| 2019  |           | 530      | 5 753   |
| 2022  |           | 529      | 5 503   |

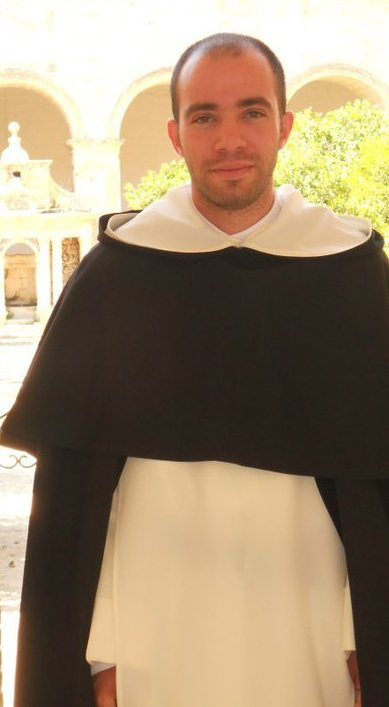
Un dominicain au début du XXIe siècle.

Selon l'annuaire pontifical de 2010, il y avait au 31 décembre 2008, 5 923 dominicains dans le monde, dont 4 466 prêtres.

#### Bases de données et dictionnaires
- Sites officiels : (en) op.org, (it) www.osservatoredomenicano.it et (es) www.dominicos.org
- Ressources relatives aux beaux-arts :   - British Museum
  - Grove Art Online
- Ressource relative à la littérature :   - Archives de littérature du Moyen Âge
- Ressource relative à plusieurs domaines :   - ODIS
- Notices dans des dictionnaires ou encyclopédies généralistes :   - Britannica
  - Den Store Danske Encyklopædi
  - Dictionnaire historique de la Suisse
  - Dizionario di Storia
  - Enciclopedia italiana
  - Enciclopedia De Agostini
  - Gran Enciclopedia Aragonesa
  - Gran Enciclopedia de Navarra
  - Internetowa encyklopedia PWN
  - Store norske leksikon
  - Treccani
  - Universalis
- Notices d'autorité :   - VIAF
  - ISNI
  - BnF (données)
  - IdRef
  - LCCN
  - GND
  - CiNii
  - Espagne
  - Israël
  - NUKAT
  - Catalogne
  - Suède
  - Vatican
  - Australie
  - Norvège
  - Tchéquie
  - Portugal
  - Brésil